# Escuelas Públicas de Wichita
Las Escuelas Públicas de Wichita (Wichita Public Schools) es un distrito escolar de Kansas. Tiene su sede en Wichita. En el año escolar 2010-2011, el distrito tiene 50.033 estudiantes, 4.100 maestros/profesores, 3.000 empleados clasificados y empleados de apoyo, y 165 administradores. WPS gestiona 56 escuelas primarias, 16 escuelas medias, 2 escuelas K-8, 10 escuelas preparatorias, y 16 ubicaciones de programas especiales.